# Oldtimer Praxis
Oldtimer Praxis ist ein von der VF Verlagsgesellschaft mbH in Mainz herausgegebenes Oldtimer-Magazin. 
Die Zeitschrift erscheint monatlich und erreicht laut IVW III/2014 eine verkaufte Auflage von 91.437.
Die Schwester-Zeitschrift ist Oldtimer Markt.